# Þrælaháls
Þrælaháls är en kulle i republiken Island. Den ligger i regionen Austurland, 300 km öster om huvudstaden Reykjavík. Toppen på Þrælaháls är 891 meter över havet, eller 162 meter över den omgivande terrängen. Bredden vid basen är 4,7 km.
Trakten runt Þrælaháls är nära nog obefolkad, med mindre än två invånare per kvadratkilometer. Det finns inga samhällen i närheten. Trakten runt Þrælaháls består i huvudsak av gräsmarker.